# Gnoma affinis
Gnoma affinis es una especie de escarabajo longicornio del género Gnoma, tribu Gnomini, orden Coleoptera. Fue descrita científicamente por Guérin-Méneville en 1831.

## Descripción
Mide 9,5-26 milímetros de longitud.

## Distribución
Se distribuye por Indonesia y Papúa Nueva Guinea.